# Veendam vasútállomás
Veendam vasútállomás Hollandiában, Veendam községben, Veendam településen.

## Vasútvonalak
Az állomást az alábbi vasútvonalak érintik:
- Stadskanaal–Zuidbroek-vasútvonal

## Kapcsolódó állomások
A vasútállomáshoz az alábbi állomások vannak a legközelebb:
- Zuidbroek vasútállomás
- Wildervank railway station